# Agencia Catalana de Seguridad Alimentaria
La Agencia Catalana de Seguridad Alimentaria (Agència Catalana de Seguretat Alimentària, en catalán, ACSA) es una agencia especializada de la Agencia de Salud Pública de Cataluña que tiene por objeto conseguir el máximo nivel de seguridad alimentaria en Cataluña mediante la planificación y coordinación de las actuaciones de control, con la colaboración y cooperación de las diferentes administraciones públicas y de los sectores cuya actividad incide, directa o indirectamente, en la seguridad alimentaria.
La Agencia está participada por los departamentos de Salud, de Agricultura, Alimentación y Acción Rural, de Medio Ambiente y Vivienda y la Agencia del Consumo, que poseen competencias en los diferentes aspectos relacionados con la seguridad alimentaria, lo que le confiere un carácter transversal.
La creación de la ACSA se enmarca dentro de la evolución global del sistema de seguridad alimentaria en la Unión Europea que abarca toda la cadena alimentaria, desde la producción agraria hasta el producto a disposición de los consumidores,  y que implica a todos los agentes económicos con responsabilidades en la seguridad alimentaria y a todas las administraciones que velan por garantizar un elevado nivel de salud y seguridad de la población. Su sede está en el barrio del Pueblo Nuevo de Barcelona.

## Actividades
La Agencia Catalana de Seguridad Alimentaria ejerce funciones de:
- Evaluación y comunicación de riesgos para la salud relacionados con los alimentos, en colaboración con la Agencia Española de Seguridad Alimentaria y Nutrición y la Autoridad Europea de Seguridad Alimentaria (EFSA).
- Apoyar la coordinación de las actuaciones de las administraciones públicas catalanas competentes en materia de seguridad alimentaria.
- Impulso de la colaboración entre las administraciones públicas, las universidades y centros de investigación, los sectores industriales y las organizaciones de consumidores y usuarios.